# 定母
定母（白一平轉寫：d-）是中古漢語的一個聲母，屬舌音中的舌頭音，即端組，全濁聲母。該聲母在韻圖中列在一、四等，與列在二、三等的澄母互補。

## 擬音
由於在大多數漢語方言、域外方音和對音中，定母的大多數字對應舌尖塞音，且定母爲全濁音，因此音韻學界一致將定母擬爲/d/。然而對於其送氣性質並無一致意見，有的學者認爲是送氣音[dʱ]，也有的認爲是不送氣音[d]。不過，這個聲母在送氣不送氣方面，並沒有對立音位。
| 聲母 | 高本漢 | 李方桂 | 陸志韋 | 王力 | 周法高 | 李榮 | 邵榮芬 | 蒲立本 | 董同龢 | 鄭張尚芳 | 潘悟雲 | 《廣韻》字數 |
| ---- | ------ | ------ | ------ | ---- | ------ | ---- | ------ | ------ | ------ | -------- | ------ | ------------ |
| 定   | dʱ     | d      | d      | dʱ   | d      | d    | d      | d      | dʱ     | d        | d      | 1022         |

註：過往學界曾用逆撇號「ʻ」代表送氣音，後來國際語音學學會已規範以「ʱ」作爲濁音送氣符號，上表亦依規範統一。

## 例字
| 等   | 例字                              |
| ---- | --------------------------------- |
| 一等 | 徒 du、蜑 danX、兊 dwajH、毒 dowk |
| 二等 |                                   |
| 三等 | 地 dijH                           |
| 四等 | 甜 dem、弟 dejX、電 denH、牒 dep  |

## 現代方言、語言中的讀音
在北京音系和多數官話方言，以及粵語廣州話中，全濁聲母發生清化，定母平聲送氣，變爲t [tʱ]的陽平調，如“田”den，仄聲不送氣，變爲d [t]，如“電”denH。
在保留全濁聲母的漢語方言（如吳語和老湘語）中，定母保留/d/音。在吳語宣州片一些方言中則演變成閃音/ɾ/或顫音/r/。
在朝鲜语中，和端母一樣，定母一等字聲母保持爲塞音，多數爲不送氣的ㄷ [t]，如“唐”（dang，당），少數送氣成爲ㅌ [tʰ]，如“投”（duw，투）。端組四等字聲母塞擦化，成爲ㅈ [ts]，如“敵”（dek，적）。
定母在日語吳音中爲だ行，在漢音中清化爲た行。
在越南語中定母保留爲đ [ɗ]的陽調。